# Noord-Amerikaanse ruwvleugelzwaluw
De Noord-Amerikaanse ruwvleugelzwaluw (Stelgidopteryx serripennis) is een zangvogel uit de familie Hirundinidae (zwaluwen).

## Verspreiding en leefgebied
Deze soort komt wijdverspreid voor in Noord- en Midden-Amerika en telt zes ondersoorten:
- S. s. serripennis: van zuidoostelijk Alaska, zuidelijk Canada tot de westelijk-centrale, zuidelijk-centrale en zuidoostelijke Verenigde Staten.
- S. s. psammochrous: van de zuidwestelijke Verenigde Staten tot zuidwestelijk Mexico.
- S. s. fulvipennis: van centraal Mexico tot Costa Rica.
- S. s. ridgwayi: noordelijk Yucatán (zuidoostelijk Mexico).
- S. s. stuarti: van Veracruz, Oaxaca en Chiapas (zuidoostelijk Mexico) tot oostelijk Guatemala.
- S. s. burleighi: zuidelijk Yucatán en Belize.